# Ван Зейл, Эбинизер
Эбинизер ван Зейл (англ. Ebenezer, африк. van Zijl; 9 марта 1931, Китмансхуп, подмандатная Юго-Западная Африка — 13 января 2009, Свакопмунд, Намибия) — намибийский государственный деятель, председатель Переходного Правительства Национального Единства Намибии (1986—1987).

## Биография
Окончил юридический факультет Университета Стелленбоша.
- 1956—1966 г. — работал адвокатом в Виндхуке,
- 1964—1981 гг. — депутат Законодательного собрания Юго-Западной Африки,
- 1975—1981 гг. — заместитель председателя Национальной партии Юго-Западной Африки, в 1981 г. неудачно баллотировался на пост её председателя,
- 1985—1986 гг. — министр сельского хозяйства,
- 1986—1987 гг. — премьер-министр временного переходного правительства,
- 1985/1986 — один из соучредителей Национально-патриотического фронта. На первых всеобщих выборах независимой Намибии в 1989 г. фронт получил всего одно место в Учредительном собрании, и ван Зейл принял решение уйти из политики.

Находясь в отставке, занимался своим фермерским хозяйством.